# Parafia św. Wojciecha w Międzyrzeczu
Parafia pw. św. Wojciecha w Międzyrzeczu – parafia rzymskokatolicka położona w dekanacie Pszczew, diecezji zielonogórsko-gorzowskiej, metropolii szczecińsko-kamieńskiej, erygowana 1 lipca 1978 roku dekretem ks. bpa Wilhelma Pluty. Mieści się przy ulicy Ogrodowej w Międzyrzeczu. Kościół parafialny został zbudowany w 1834 w stylu późnoklasycystycznym.

## Grupy parafialne
Przy parafii swoją działalność prowadzą: Ruch Światło-Życie (Oaza młodzieżowa), Ministranci, Akcja Katolicka, Duszpasterstwo Dorosłych, Caritas Parafialny, Apostolat Maryjny, Poradnictwo rodzinne, Schola, Chór kościelny, Róże różańcowe,  Stowarzyszenie Rewitalizacji Parafialnej Infrastruktury.

## Proboszczowie
- ks. kanonik Grzegorz Tuligłowicz (1978–2005)
- ks. kanonik lic. mgr Ryszard Kolano (2005–2011)
- ks. mgr Janusz Brembor (2011–2016)
- ks. mgr Paweł Tokarczyk (od 1 sierpnia 2016)